# Burdignin
Burdignin é uma comuna francesa na região administrativa de Auvérnia-Ródano-Alpes, no departamento da Alta Saboia. Estende-se por uma área de 9.87 km². Em 2010 a comuna tinha 666 habitantes (densidade: 67,5 hab./km²).